# Делауеър (окръг, Индиана)
Вижте пояснителната страница за други населени места с името Делауеър.
Окръг Делауеър (на английски: Delaware County) е окръг в щата Индиана, Съединени американски щати. Площта му е 1026 km², а населението е 111 903 души (1 април 2020). Административен център е град Мънси.